# Diskografija Davida Bowiea
Diskografija britanskog glazbenika Davida Bowiea, od 1967. godine do danas.

## Albumi

### Studijski albumi
| Datum izlaska       | Naziv                                                         | Izdavač                                                                      | Pozicija na Top listi | Pozicija na Top listi | Certifikat | Certifikat    |
| Datum izlaska       | Naziv                                                         | Izdavač                                                                      | VB                    | SAD                   | VB         | Kanada        |
| ------------------- | ------------------------------------------------------------- | ---------------------------------------------------------------------------- | --------------------- | --------------------- | ---------- | ------------- |
| 1. lipnja 1967.     | David Bowie                                                   | Deram Records                                                                | —                     | —                     |            |               |
| 4. studenog 1969.   | Space Oddity                                                  | Philips Records/Mercury Records (* Top lista samo reizdanja od RCA iz 1973.) | 17*                   | 16*                   |            |               |
| 4. studenog 1970.   | The Man Who Sold the World                                    | Mercury Records (* Top lista samo reizdanja od RCA iz 1973.)                 | 26*                   | 105*                  |            |               |
| 17. prosinca 1971.  | Hunky Dory                                                    | RCA Records                                                                  | 3                     | 93                    | Platinasti |               |
| 6. lipnja 1972.     | The Rise and Fall of Ziggy Stardust and the Spiders from Mars | RCA Records                                                                  | 5                     | 75                    | Platinasti |               |
| 13. travnja 1973.   | Aladdin Sane                                                  | RCA Records                                                                  | 1                     | 17                    |            |               |
| 19. listopada 1973. | Pin Ups                                                       | RCA Records                                                                  | 1                     | 23                    | Zlatni     |               |
| 24. travnja 1974.   | Diamond Dogs                                                  | RCA Records                                                                  | 1                     | 5                     |            |               |
| 7. ožujka 1975.     | Young Americans                                               | RCA Records                                                                  | 2                     | 9                     | Srebrni    | Zlatni        |
| 23. siječnja 1976.  | Station to Station                                            | RCA                                                                          | 5                     | 3                     |            | Zlatni        |
| 14. siječnja 1977.  | Low                                                           | RCA                                                                          | 2                     | 11                    | Srebrni    | Zlatni        |
| 14. listopada 1977. | "Heroes"                                                      | RCA Records                                                                  | 3                     | 35                    |            | Zlatni        |
| 18. ožujka 1979.    | Lodger                                                        | RCA Records                                                                  | 4                     | 20                    | Zlatni     |               |
| 12. rujna 1980.     | Scary Monsters (and Super Creeps)                             | RCA Records                                                                  | 1                     | 12                    | Platinasti | Platinasti    |
| travanj 1981.       | Christiane F.                                                 | RCA Records                                                                  | —                     | 135                   |            |               |
| 14. travnja 1983.   | Let's Dance                                                   | EMI                                                                          | 1                     | 4                     | Platinasti | 5x Platinasti |
| 1. rujna 1984.      | Tonight                                                       | EMI                                                                          | 1                     | 11                    | Zlatni     | 2x Platinasti |
| travanj 1986.       | Labyrinth                                                     | EMI                                                                          | —                     | —                     |            |               |
| travanj 1987.       | Never Let Me Down                                             | EMI                                                                          | 6                     | 34                    | Zlatni     | 2x Platinasti |
| 22. svibnja 1989.   | Tin Machine                                                   | EMI                                                                          | 3                     | 28                    |            |               |
| 2. rujna, 1991.     | Tin Machine II                                                | EMI                                                                          | 23                    | 126                   |            |               |
| 5. travnja 1993.    | Black Tie White Noise                                         | Savage Records                                                               | 1                     | 39                    | Zlatni     | Zlatni        |
| prosinac 1993.      | The Buddha of Suburbia                                        | BMG                                                                          | 87                    | —                     |            |               |
| 26. rujna 1995.     | Outside                                                       | BMG                                                                          | 8                     | 21                    | Srebrni    |               |
| 30. siječnja 1997.  | Earthling                                                     | BMG                                                                          | 6                     | 39                    |            |               |
| 4. listopada 1999.  | 'hours...'                                                    | Virgin Records                                                               | 5                     | 47                    | Srebrni    |               |
| Neobjavljeni        | Toy                                                           |                                                                              | —                     | —                     |            |               |
| 11. lipnja 2002.    | Heathen                                                       | ISO                                                                          | 5                     | 14                    | Zlatni     |               |
| 11. lipnja 2003.    | Reality                                                       | ISO                                                                          | 3                     | 29                    | Zlatni     |               |

### Živi albumi
| Datum izlaska       | Naziv                               | Izdavač              | Pozicija na top listi | Pozicija na top listi | Certifikat |
| Datum izlaska       | Naziv                               | Izdavač              | VB                    | SAD                   | VB         |
| ------------------- | ----------------------------------- | -------------------- | --------------------- | --------------------- | ---------- |
| 29. listopada 1974. | David Live                          | RCA Records          | 2                     | 8                     |            |
| 8. rujna 1978.      | Stage                               | RCA Records          | 5                     | 44                    | Zlatni     |
| listopad 1983.      | Ziggy Stardust - The Motion Picture | RCA Records          | 17                    | 89                    |            |
| 2. srpnja 1992.     | Tin Machine Live: Oy Vey, Baby      | London Records       | —                     | —                     |            |
| svibanj 1994.       | Santa Monica '72                    | Golden Years Records | 74                    | —                     |            |
| studeni 1999.       | LiveAndWell.com                     | Risky Folio          | —                     | —                     |            |
| 25. rujna 2000.     | Bowie at the Beeb                   | EMI                  | 7                     | 181                   | Srebrni    |
| 30. lipnja 2008.    | Live Santa Monica '72               | EMI                  | 61                    |                       |            |

### Kompilacije
| Datum izlaska       | Naziv                                                             | Izdavač            | Pozicija na top listi | Pozicija na top listi | Certifikat    | Certifikat | Certifikat    |
| Datum izlaska       | Naziv                                                             | Izdavač            | VB                    | SAD                   | VB            | SAD        | Kanada        |
| ------------------- | ----------------------------------------------------------------- | ------------------ | --------------------- | --------------------- | ------------- | ---------- | ------------- |
| ožujak 1970.        | The World of David Bowie                                          | Deram Records      | —                     | —                     |               |            |               |
| Veljača 1973.       | Images 1966–1967                                                  | Deram Records      | —                     | 144                   |               |            |               |
| 20. svibnja 1976.   | ChangesOneBowie                                                   | RCA Records        | 2                     | 10                    |               | Platinasti | 2x Platinasti |
| 15. prosinca 1980.  | The Best of Bowie                                                 | K-Tel              | 3                     | —                     | Platinasti    |            |               |
| studeni 1981.       | ChangesTwoBowie                                                   | RCA                | 22                    | 68                    | Zlatni        |            |               |
| 1983.               | Golden Years                                                      | RCA                | 33                    | 99                    |               |            |               |
| 1984.               | Fame and Fashion - David Bowie's All Time Greatest Hits           | RCA                | 40                    | 147                   |               |            |               |
| 19. rujna 1989.     | Sound + Vision                                                    | Rykodisc           | —                     | 97                    | Platinasti    | Zlatni     | 4x Platinasti |
| ožujak 1990.        | Changesbowie                                                      | Rykodisc/EMI       | 1                     | 39                    |               | Platinasti | Zlatni        |
| 1991.               | Early On (1964-1966)                                              | Rhino              | —                     | —                     |               |            |               |
| 16. studenog 1993.  | The Singles Collection                                            | Rykodisc/EMI       | 9                     | —                     | Platinasti    |            |               |
| 9. lipnja 1997.     | The Deram Anthology 1966–1968                                     | Deram Records      | —                     | —                     |               |            |               |
| 1997.               | The Best of 1969/1974                                             | EMI                | 13                    | —                     | Zlatni        |            | Zlatni        |
| 1998.               | The Best of 1974/1979                                             | EMI                | 39                    | —                     | Srebrni       |            |               |
| 2001.               | All Saints                                                        | EMI                | —                     | —                     |               |            |               |
| 22. listopada 2002. | Best of Bowie                                                     | EMI/Virgin/Toshiba | 11                    | 70                    | 2x Platinasti | Platinasti |               |
| 2003.               | Club Bowie (VB remix kolekcija)                                   | EMI                | —                     | —                     |               |            |               |
| 2005.               | The Collection                                                    | EMI                | —                     | —                     |               |            |               |
| 7. studenog 2005.   | The Platinum Collection                                           | EMI                | —                     | —                     | Srebrni       |            |               |
| 19. ožujka 2007.    | The Best of David Bowie 1980/1987                                 | EMI                | 34                    | —                     |               |            |               |
| 3. prosinca 2007.   | Bowie Box Set (Outside, Earthling, Hours, Heathen, Reality- 10CD) | Sony-Columbia      | —                     | —                     |               |            |               |
| 29. lipnja 2008.    | iSELECT                                                           | -                  | —                     | —                     |               |            |               |

### Ostalo
| Datum izlaska | Naziv                                               | Izdavač            | Pozicija na top listi | Pozicija na top listi |
| Datum izlaska | Naziv                                               | Izdavač            | VB                    | SAD                   |
| ------------- | --------------------------------------------------- | ------------------ | --------------------- | --------------------- |
| 1978.         | David Bowie pripovijeda Prokofjevljevu "Peća i vuk" | RCA                | —                     | 136                   |
| 1997.         | Earthling in the City                               | EMI                | —                     | —                     |
| 2005.         | Live EP (zajedno s Arcade Fire)                     | iTunes Music Store | —                     | —                     |

## Singlovi

### 1960.
| Godina | Naziv                                                            | Top lista                 |
| ------ | ---------------------------------------------------------------- | ------------------------- |
| 1964.  | "Liza Jane" (Davie Jones and the King Bees)                      | Bez pozicije na top listi |
| 1965.  | "I Pity the Fool" (The Manish Boys)                              | Bez pozicije na top listi |
| 1965.  | "You've Got a Habit of Leaving" (Davy Jones and the Lower Third) | Bez pozicije na top listi |
| 1966.  | "Can't Help Thinking About Me" (David Bowie and the Lower Third) | Bez pozicije na top listi |
| 1966.  | "Do Anything You Say"                                            | Bez pozicije na top listi |
| 1966.  | "I Dig Everything"                                               | Bez pozicije na top listi |
| 1966.  | "Rubber Band"                                                    | Bez pozicije na top listi |
| 1967.  | "The Laughing Gnome"                                             | Bez pozicije na top listi |
| 1967.  | "Love You Till Tuesday"                                          | Bez pozicije na top listi |

### 1970.
| Godina | Naziv                                | VB | SAD   | KAN |
| ------ | ------------------------------------ | -- | ----- | --- |
| 1969.  | "Space Oddity"                       | 5  | 124   | -   |
| 1970.  | "The Prettiest Star"                 | -  | -     | -   |
| 1970.  | "Memory of a Free Festival"          | -  | -     | -   |
| 1971.  | "Holy Holy"                          | -  | -     | -   |
| 1971.  | "Moonage Daydream" (Arnold Corns)    | -  | -     | -   |
| 1971.  | "Hang on to Yourself" (Arnold Corns) | -  | -     | -   |
| 1972.  | "Changes"                            | -  | 66/41 | 32  |
| 1972.  | "Starman"                            | 10 | 65    | 64  |
| 1972.  | "John, I’m Only Dancing"             | 12 | -     | -   |
| 1972.  | "The Jean Genie"                     | 2  | 71    | 75  |
| 1973.  | "Drive-In Saturday"                  | 3  | -     | -   |
| 1973.  | "Life on Mars?"                      | 3  | -     | -   |
| 1973.  | "The Laughing Gnome" (re-issue)      | 6  | -     | -   |
| 1973.  | "Sorrow"                             | 3  | -     | 77  |
| 1974   | "Rebel Rebel"                        | 5  | 64    | 30  |
| 1974   | "Rock 'N' Roll Suicide"              | 22 | -     | -   |
| 1974   | "Diamond Dogs"                       | 21 | -     | -   |
| 1974   | "Knock on Wood (uživo)"              | 10 | -     | -   |
| 1975.  | "Young Americans"                    | 18 | 28    | 33  |
| 1975.  | "Fame"                               | 17 | 1     | 3   |
| 1975.  | "Space Oddity" (reizdanje)           | 1  | 15    | 16  |
| 1975.  | "Golden Years"                       | 8  | 10    | 17  |
| 1976.  | "TVC 15"                             | 33 | 64    | -   |
| 1976.  | "Suffragette City"                   | -  | -     | -   |
| 1977.  | "Sound and Vision"                   | 3  | 69    | 87  |
| 1977.  | "Be My Wife"                         | -  | -     | -   |
| 1977.  | "Heroes"                             | 24 | -     | -   |
| 1978.  | "Beauty and the Beast"               | 39 | -     | -   |
| 1978.  | "Breaking Glass (uživo)"             | 54 | -     | -   |
| 1979.  | "Boys Keep Swinging"                 | 7  | -     | -   |
| 1979.  | "DJ"                                 | 29 | 106   | -   |
| 1979.  | "John I'm Only Dancing"              | 12 | -     | -   |

### 1980.
| Godina | Naziv                                                    | VB | SAD | KAN |
| ------ | -------------------------------------------------------- | -- | --- | --- |
| 1980.  | "Alabama Song"                                           | 23 | -   | -   |
| 1980.  | "Ashes to Ashes"                                         | 1  | -   | 35  |
| 1980.  | "Fashion"                                                | 5  | 70  | -   |
| 1981.  | "Scary Monsters (i Super Creeps)"                        | 20 | -   | 49  |
| 1981.  | "Up the Hill Backwards"                                  | 32 | -   | -   |
| 1981.  | "Under Pressure" (s Queenom)                             | 1  | 29  | 3   |
| 1981.  | "Wild Is the Wind"                                       | 24 | -   | -   |
| 1982.  | "Baal"                                                   | 29 | -   | -   |
| 1982.  | "Cat People (Putting Out Fire)"                          | 26 | 67  | 13  |
| 1982.  | "Peace on Earth/Little Drummer Boy" (s Bingom Crosbyjem) | 3  | -   | -   |
| 1983.  | "Let's Dance"                                            | 1  | 1   | -   |
| 1983.  | "China Girl"                                             | 2  | 10  | 2   |
| 1983.  | "Modern Love"                                            | 2  | 14  | 2   |
| 1983.  | "White Light/White Heat"                                 | 46 | -   | -   |
| 1983.  | "Without You"                                            | -  | 73  | -   |
| 1984.  | "Blue Jean"                                              | 6  | 8   | 4   |
| 1984.  | "Tonight" (s Tinom Turner)                               | 53 | 53  | 21  |
| 1985.  | "This Is Not America" (s The Pat Metheny Group)          | 14 | 32  | 19  |
| 1985.  | "Loving the Alien"                                       | 19 | -   | -   |
| 1985.  | "Dancing in the Street" (s Mickom Jaggerom)              | 1  | 7   | -   |
| 1986.  | "Absolute Beginners"                                     | 2  | 53  | 3   |
| 1986.  | "Underground"                                            | 21 | -   | 30  |
| 1986.  | "When the Wind Blows"                                    | 44 | -   | -   |
| 1986.  | "Magic Dance"                                            | -  | -   | -   |
| 1987.  | "Day-In Day-Out"                                         | 17 | 21  | 3   |
| 1987.  | "Time Will Crawl"                                        | 33 | -   | 5   |
| 1987.  | "Never Let Me Down"                                      | 34 | 27  | 9   |

### 1990.
| Godina | Naziv                                                         | VB | SAD | KAN |
| ------ | ------------------------------------------------------------- | -- | --- | --- |
| 1990.  | "Fame '90"                                                    | 28 | -   | -   |
| 1992.  | "Real Cool World"                                             | 53 | -   | -   |
| 1993.  | "Jump They Say"                                               | 9  | -   | 12  |
| 1993.  | "Black Tie White Noise" (obradio Al B. Sure!)                 | 36 | -   | -   |
| 1993.  | "Miracle Goodnight"                                           | 40 | -   | -   |
| 1993.  | "The Buddha of Suburbia" (obradio Lenny Kravitz)              | 35 | -   | -   |
| 1995.  | "The Heart's Filthy Lesson"                                   | 35 | 92  | 9   |
| 1995.  | "Strangers When We Meet"/"The Man Who Sold the World" (uživo) | 39 | -   | 67  |
| 1996.  | "Hallo Spaceboy"                                              | 12 | -   | -   |
| 1997.  | "Little Wonder"                                               | 14 | -   | 7   |
| 1997.  | "Dead Man Walking"                                            | 32 | -   | -   |
| 1997.  | "Seven Years in Tibet"                                        | 61 | -   | -   |
| 1997.  | "I'm Afraid of Americans"                                     | -  | 66  | 68  |
| 1997.  | "I Can't Read"                                                | 73 | -   | -   |
| 1999.  | "Thursday's Child"                                            | 16 | -   | -   |
| 1999.  | "Under Pressure (RAH mix)" (s Queenom)                        | 14 | -   | -   |

### 2000.
| Godina | Naziv                  | VB |
| ------ | ---------------------- | -- |
| 2000.  | "Survive"              | 28 |
| 2000.  | "Seven"                | 32 |
| 2002.  | "Slow Burn"            | -  |
| 2002.  | "Everyone Says 'Hi'"   | 20 |
| 2003.  | "New Killer Star"      | 28 |
| 2004.  | "Never Get Old"        | 45 |
| 2004.  | "Rebel Never Gets Old" | 47 |

## Vanjske poveznice
- Diskografija Davida Bowiea na Illustrated-db-Discography.nl
- DM's Povijest glazbe  Arhivirana inačica izvorne stranice od 22. veljače 2008. (Wayback Machine) - kompletna diskografija, pregled albuma, tekstovi pjesama